# Jan Wielżyński
Jan Wielżyński herbu Trzaska (także: Reszka, Wilczyński, Wiliński, Wyleżyński-Reszka, czy Wyleziński-Reszka, zm. 16 września 1549 w Poznaniu) – polski kupiec, urzędnik samorządu miejskiego, burmistrz Poznania.

## Życiorys
Wywodził się ze zubożałej szlachty wielkopolskiej i pochodził ze wsi. Przybył do Poznania, gdzie zakupił kram z korzeniami (przyprawami) od kupca Tomasza Reszki, a po jego śmierci ożenił się z Anną, wdową po nim i przyjął jej nazwisko, ponieważ było ono dobrze znane w poznańskim świecie kupieckim. W 1525 był właścicielem dwóch kramów. Od 1514 do 1549, a więc do śmierci, był wybierany na starszego cechu kramarzy. Od 1516 do 1548 wielokrotnie piastował stanowisko rajcy, a w 1514 i 1520 był miejskim ławnikiem. Piastował też funkcję burmistrza Poznania w latach: 1522–1524, 1528, 1533–1534 oraz 1536 (kadencje były wówczas roczne). Od 1538 do 1548 zarządzał miejskim młynem słodowym działającym na Bogdance. Był właścicielem kamienicy Pod Daszkiem na Starym Rynku 50 w Poznaniu, dwóch dworów (przy Bramie Wrocławskiej i na Nowej Grobli), kilku jatek, bud i domków pod zamkiem. Reprezentował miasto na sejmach w Piotrkowie Trybunalskim (1527–1528 i 1529–1530) i Krakowie (1536–1537). W kolegiacie św. Marii Magdaleny ufundował jedną z kaplic bocznych, w której spoczął po śmierci. Kościół i jego nagrobek nie przetrwały do dziś (resztki kolegiaty rozebrano w 1802).

## Rodzina
Z Anną Reszką miał dwóch synów, którzy dzięki wypracowanemu przez ojca majątkowi wrócili do stanu szlacheckiego i zakupili majątki na wsi. Miał też córki: Annę, która została żoną doktora Stefana Mikana (humanisty, lekarza, burmistrza Poznania) oraz Apolonię, która wyszła za doktora Walentego Reszkę młodszego. W 1528 ożenił się po raz drugi - z Apolonią, wdową po mieszczaninie Piotrze Szperlingu, która go przeżyła. 